# Карпенко Сергій Миколайович
Сергі́й Микола́йович Карпе́нко (10 жовтня 1979, Нетішин — 12 липня 2014, Жовте) — солдат Збройних сил України. Кавалер ордена «За мужність» ІІІ ступеня.

## З життєпису
Народився 1979 року в смт Успенка Луганської області.
Закінчив Нетішинську ЗОШ № 2. Активний учасник подій Революції Гідності в складі організації «Білий Молот». В часі війни — стрілець-помічник гранатометника 24-го батальйону територіальної оборони «Айдар», в складі спецпідрозділу «Білий Молот».
Позивний «Нельс».

## Обставини загибелі
12 липня 2014-го група «Каца» числом 5 бійців біля села Жовте спустилась з висоти вниз на «Ниві», щоб підібрати місце для встановлення «секрету». В полі при намаганні розвернутись підірвались на закладеному в тому місці фугасі. «Нельс» і «Кац» загинули одразу, «Умар» помер в шпиталі через кілька годин, «Валькірію» і «Святозара» викинуло вибуховою хвилею.
14 липня з Сергієм попрощалися айдарівці у Щасті, 15-го — в Нетішині. Вдома залишилися мама Любов Володимирівна, дружина Наталія Миколаївна та 11-річний син Андрій.

## Нагороди та вшанування
За особисту мужність і героїзм, виявлені у захисті державного суверенітету та територіальної цілісності України, вірність військовій присязі під час російсько-української війни
- нагороджений орденом «За мужність» III ступеня (26.2.2015, посмертно).
- в грудні 2014-го у нетішинській ЗОШ № 2 відкрито пам'ятну дошку випускнику Сергію Карпенку.
- відзнака Громадської Спілки «Всеукраїнське об'єднання „Ми українці“» орден «Хрест Героя» (посмертно)